# Cyanella aquatica
Cyanella aquatica är en enhjärtbladig växtart som beskrevs av Anna Amelia Obermeyer och G.Scott. Cyanella aquatica ingår i släktet Cyanella och familjen Tecophilaeaceae. IUCN kategoriserar arten globalt som sårbar. Inga underarter finns listade i Catalogue of Life.